# Love clear
《love clear》是戲畫在2019年1月25日發售的戀愛冒險類型成人遊戲。

## 故事簡介
過著平凡高中生活的淺葉樹，某天晚上在追逐貓咪時，遇見了跟他同樣都是為追貓咪而來的四名女孩，在因緣際會下，五人就此展開了名為「天體宮」的集會。

## 登場角色
淺葉樹
作品男主角。露瑞學園二年級生。不太擅長與別人相處，因此朋友不多。
天乃陽鞠
樹的青梅竹馬和學妹。小時候跟樹感情很好，再度與樹見面時因為感到害羞而和樹保持距離。性格溫厚親切，在校內很受歡迎。
水澄律（聲：波奈樹風景）
和樹同年級的女孩。性格沉默寡言，給人冰山美人的印象，實際上在學業及運動兩方面都不拿手。
真崎英梨
和樹同年級的女孩。對人對己都十分嚴格，為此受到部分的人疏遠，同時因為不擅言詞，常招致不必要的誤會。
千代小羽
樹的學姐。體型嬌小且天真活潑。成績優秀但對運動不拿手。容易相信別人說的話。

## 主題曲
片頭曲「Love may fly!」
作詞：Porca！，作曲、編曲：岩橋星實，主唱：櫻川惠
片尾曲
作詞：羽鳥風畫、KENNY，作曲、編曲：羽鳥風畫，主唱：中惠光城

## 評價
《love clear》在Getchu.com的2019年1月銷量榜上排名第9名。

## 外部連結
- love clear遊戲官網 （页面存档备份，存于）（日語）
- PS4/PSV/NS版官網 （页面存档备份，存于）（日語）